# Campoplex chiuae
Campoplex chiuae là một loài tò vò trong họ Ichneumonidae.